# 老城乡
老城乡，是中华人民共和国云南省楚雄彝族自治州元谋县下辖的一个乡镇级行政单位。老城乡是元谋人遗址的发现地。

## 行政区划
老城乡下辖以下地区：
老城村、尹地村、那能村、挨小村、苴那村、丙月村、波享村、老者格村、库南村和丙间村。

## 交通
- 元昆铁路：尹地站